# 倭国大乱
倭国大乱（わこくたいらん）は、魏志倭人伝において記述が見られる、2世紀後半（弥生時代末期）に倭国で起こったとされる争乱。
倭国の領域は特定されていないが、考古学的にはそれまで大陸との交易により圧倒的に優勢だった北部九州勢力に対して、後の出雲国や吉備国にあたる地域に纒向型前方後円墳の出現に繋がる大規模な弥生墳丘墓が出現する時期と重なるため、列島規模で行われた日本史上初の大規模な戦争（内戦）だとする意見もある。
卑弥呼を日本書紀に箸墓古墳の被葬者として伝わる倭迹迹日百襲姫命と同一視する立場から、記紀における百襲姫の存命中に起きた戦乱として武埴安彦の反乱や武渟川別による出雲振根誅殺、吉備津彦命による温羅討滅を倭国大乱あるいはその一部の出来事に比定する説が存在する。
他に出雲の国譲り神話や神武東征伝承に比定する説もある。

## 概要
中国の正史、『後漢書』「東夷伝」、『三国志』（魏志倭人伝）、『梁書』諸夷「東夷諸戎」倭などに、倭国大乱（『後漢書』「東夷伝」）または倭国乱（『三国志』（魏志倭人伝）、『梁書』諸夷「東夷諸戎」倭）として、概要次の通り記述されている。
- 倭国はもともと男子を王としていた。
  - 57年に後漢の都洛陽に遣使して漢委奴国王印を贈られた委奴国王
  - 107年に後漢に遣使した倭面土国王帥升等
- 70〜80年を経て、倭国内で大乱が発生した。
  - 中国の正史で大乱は、天子/皇帝/王朝の交代があった場合にのみ用いられる。
- 争乱は暦年続いた。
  - 古田武彦氏によれば、「中国正史で歴年とは平均して8年±数年」
- 一女子を王に共立することで国中が服した。名を卑弥呼という。

『後漢書』卷85「東夷列傳」第75
「桓 靈閒 倭國大亂 更相攻伐 歴年無主 有一女子 名曰卑彌呼 年長不嫁 事鬼神道 能以妖惑衆 於是共立爲王」
桓帝・霊帝の治世の間（146年 - 189年）、倭国大乱（倭国王の座を争う内乱。外国史書がわざわざ記すのは国王の座に交替があった場合のみ）、さらに互いに攻め合い、8年±数年も主なき状態となった。卑弥呼という名の一人の女子があり、年長だが嫁いでいなかった。鬼神道を用いてよく衆を妖しく惑わした。ここに於いて共立し王にした。
『三国志』魏書「卷30」東夷伝「倭人」（魏志倭人伝）
「其國本亦以男子爲王住七八十年 倭國亂 相攻伐歴年 乃共立一女子爲王 名曰卑彌呼　事鬼道　能惑衆　年已長大　無夫婿」
其の国もまた元々男子を王として70〜80年を経ていた。倭国乱（倭国王の座を争う内乱。王位争奪はよくあることだが、外国史書がわざわざ記すのは国王の座に交替があった場合のみ）。8年±数年間も相互に攻め合った。そこで、一人の女子を共立して王にした。名は卑弥呼という。鬼道を用いてよく衆を惑わした。年を取っており、夫はなかった。
『梁書』卷54「列傳第48」諸夷傳「東夷条」倭
「漢靈帝光和中，倭國亂，相攻伐歷年，乃共立一女子卑彌呼爲王。」
(後)漢の霊帝の光和年間（178〜184）、倭国乱（倭国王の座を争う内乱。外国史書がわざわざ記すのは国王の座に交替があった場合のみ）、8年±数年も相ない互に攻め合った。そこで、一人の女子卑弥呼を共立して王にした。
『隋書』卷81 列傳第46 東夷傳 俀國
「桓霊之間其國大亂遞相攻伐」
大乱と書くのは、同時代史書の後漢書と隋書の二書。
『北史』卷94 列傳第82 倭國

## 議論
上記両書に若干の差異があることから、その解釈をめぐり多くの議論が行われている。
男子王
『後漢書』東夷伝に、永初元年（107年）、倭国王帥升が後漢へ使者を出したとあるが、帥升以前に倭国王の存在が史書に見えないことから、中国王朝が公認した初の倭国王は帥升だったとし、魏志倭人伝の記述は、帥升に始まる倭国王の系統が70 - 80年存続したことを表す、とする議論がある。これによれば、107年頃から帥升の王統が開始し、70 - 80年後の180年 - 190年頃に王統が断絶したことになる。ただし、魏志倭人伝に見える男子王を帥升に同定することに否定的な意見もある。また桓帝・霊帝（146年 - 189年）の倭の大乱から逆算すると66年頃には倭国王が居たこととなり、帥升が初の倭国王だったことに疑問が生じる。
原因
桓帝・霊帝（146年 - 189年）の倭国大乱は記紀に当てはめると成務天皇から仲哀天皇の統治の時期にあたる。
九州においては熊襲が勢力を持ち、景行天皇やその息子のヤマトタケルの征伐が日本では有名である。これが戦前では日本における倭国大乱だと考えられていた。
戦後になると大乱の原因としてまず想定されるのは、倭国王位の承継をめぐる争いであるとし、弥生時代の倭国は、多くの政治勢力（国）に分かれており、倭国王は政治勢力間の利害を調整するために置かれていたと推定されるようになる。しかし、利害調整を担いうる人物の不在あるいは調整不可能な程の利害対立の発生などにより、倭国王位をめぐる大乱が生じたのではないかと考えられている。『後漢書』の「何年も主がいなかった」とする記述は、上記の議論を裏付けている。
しかし邪馬台国以前に「倭国王」のもとでの政治的統合があったとする説には異論も多い。『後漢書』東夷伝に出てくる帥升にしても、倭国の統一的な王ではなく、一地方政権の王に過ぎなかったとも見える。大乱の原因としては、倭国の王位の座をめぐる争いというよりは、2世紀後半より始まった地球規模の寒冷化の影響を受けた土地収奪争いにあったとする説がある。『三国史記新羅本記』に「十年(193年) 六月倭人大饑。来求食者千余人」と記されており、日本から朝鮮半島へ1千余人が渡ったとされる。いずれにせよ、2世紀後半から3世紀にかけて、近畿から瀬戸内一帯までの広域に出現した高地性集落が「倭国大乱」とどう関連するかが、大乱の性格を知る上では重要となると見られる。
また、弥生系渡来集団が九州から畿内への拡大過程で各地に先住していた縄文系在来集団との間で摩擦、すなわち倭国大乱が起き、渡来系集団は在来集団の居る各地で防御のための環濠集落や高地性集落を作ったとの説（卑弥呼の国：冨川光雄など）もある。この説によれば、弥生系渡来集団が近畿地方にまで到達した際に両集団が協定して倭国連合政権を作り、卑弥呼邪馬台国女王をその連合政権の王に推戴して倭国大乱は治まったとする。
時期
魏志倭人伝は、男子王の系統が70 - 80年経過した後に争乱が起こったとしているが、『後漢書』は、桓帝・霊帝の間（146年 - 189年）に大乱が起こったとしている。両者の時期が一致するかは、魏志倭人伝において男子王の開始時期がいつ頃に想定されているかによることとなる。上記「男子王」に見られる様に、男子王の系統が帥升に始まったとすれば、大乱発生時期が180 - 190年頃となり、『後漢書』のいう時期と重複する。なお、後世の『梁書』には、「霊帝光和年中」（178年 - 184年）とより限定的な記述もあるが、これについては卑弥呼の即位した年を示すものではないかと考えられている。
規模
倭国大乱がどの程度の規模のものだったかについては、諸説分かれている。九州の吉野ヶ里遺跡をはじめ複数の弥生遺跡からは矢じりが刺さったままの人骨や首から上がない人骨の入った甕棺が発掘されており、山陰の青谷上寺地遺跡で刀傷のある人骨などが発掘されている。それらの傷が国同士の戦闘を示すといえるかは定かではないが、人間を殺傷する行為そのものは起きていたことがわかる。それらの例から倭国大乱は北九州のみあるいは出雲と畿内のみ、あるいは北九州から畿内山陰にかけてだったとする説がある。瀬戸内海地域から2世紀後半頃の高地性集落遺跡（山頂等に営まれた城塞的な集落の遺跡）が数例あることを根拠に、北九州から畿内山陰だけでなく瀬戸内海沿岸もそうであったとする説もある。
意義
倭国大乱の歴史的意義として、卑弥呼を中心とした新たな政治体制が再編成されたことが挙げられる。近畿地方・中国地方などで2世紀まで盛んに創られた銅鐸が3世紀になってから急速に作られなくなっており、倭国大乱と3世紀前半の卑弥呼による新政治体制は文化面でも大きな影響を与えた可能性がある。

## 関連文献
- 甘粕健編著『越後裏山遺跡と倭国大乱』新潟日報事業社、2001年11月。ISBN 4-88862-880-7。
- 甘粕健 編『倭国大乱と日本海』同成社〈市民の考古学 5〉、2008年10月。ISBN 978-4-88621-454-6。
- 大塚初重ほか『倭国大乱と吉野ケ里』山川出版社、1990年3月。ISBN 4-634-60240-7。
- 置田雅昭 著「後漢帝国の崩壊と倭国大乱」、梅原, 猛、伊東, 俊太郎、安田, 喜憲総編集 編『講座「文明と環境」』 第6巻（新装版）、朝倉書店、2008年8月。ISBN 978-4-254-10656-5。
- 小野忠熈博士退官記念出版事業会 編『高地性集落と倭国大乱　小野忠熈博士退官記念論集』雄山閣出版、1984年11月。ISBN 4-639-00410-9。 - 小野忠熈の肖像あり。
- 『日本の戦乱・事変・騒動・総解説　"倭国大乱"から"全共闘とバリケード闘争"まで…』自由国民社、1985年11月。ISBN 4-426-40051-1。 - 付録：日本の戦乱・事変・騒動・早わかり年表日本の戦乱・事変・騒動・参考文献一覧：pp.247-248。
- 『週刊ビジュアル日本の歴史』 no.81（大和政権の成立 1）、デアゴスティーニ・ジャパン、2001年9月。 - 内容：倭国大乱。
- 寺本克之『倭国大乱　軍事学的に見た日本古代史』新人物往来社、1983年2月。 - 主要参考文献：pp.281-282。
- 中橋孝博「戦う弥生人――倭国大乱の時代」『遺跡からのメッセージ』熊本日日新聞社(出版) 熊本日日新聞情報文化センター (製作発売)〈熊本歴史叢書 1 古代 上編〉、2003年12月。ISBN 4-87755-158-1。
- 松本清張 著「倭国の大乱と女王卑弥呼」、松本清張 編『邪馬台国の常識』毎日新聞社、1974年。 - 「東アジアの古代文化を考える会」の第1回連続講演会からまとめたもの。
- 山川登『倭国大乱は二王朝の激突だった　日本書紀解体真史　崇神～仲哀・神功条』新風書房、2001年10月。ISBN 4-88269-485-9。